# Brunettia uncinata
Brunettia uncinata är en tvåvingeart som beskrevs av Duckhouse 1991. Brunettia uncinata ingår i släktet Brunettia och familjen fjärilsmyggor. Inga underarter finns listade i Catalogue of Life.